# Тори Еймъс
Тори Еймъс (на английски: Tori Amos) е американска певица, пианистка и текстописец, известна със своя уникален стил, включващ пиано-рок, алтернативна и експериментална музика.

## Биография
Родена на 22 август 1963 г. в Нютън, Северна Каролина, Съединени щати. Започва музикалната си кариера в края на 80-те години на XX век, като създава богат и разнообразен музикален каталог.

## Музикална кариера
През 80-те години Тори Еймъс се премества в Лос Анджелис, където продължава да се развива като музикант. През 1988 г. излиза първият ѝ албум, озаглавен Y Kant Tori Read, като част от група със същото име. Албумът не постига голям успех, като Тори решава да се насочи към солова кариера и през 1992 г. издава дебютния си солов албум Little Earthquakes. Албумът се радва на голям успех и възприемане от критика и публика.
Тори Еймъс набира все по-голяма популярност със своите следващи албуми като Under the Pink (1994), Boys for Pele (1996) и From the Choirgirl Hotel (1998). Нейният изключителен вокален стил и музикално изкушение я правят един от водещите символи на музикалната сцена през 90-те години.
През следващите десетилетия Тори Еймъс продължава да записва нова музика и да прави успешни турнета по света. Тя издава поредица от студийни албуми, включително Scarlet's Walk (2002), The Beekeeper (2005), American Doll Posse (2007) и други. Нейните текстове често разглеждат социални, политически и философски теми и се отличават със силно лично изживяване.

## Дискография[4]
- Y Kant Tori Read (1988)
- Little Earthquakes (1992)
- Under the Pink (1994)
- Boys for Pele (1996)
- From the Choirgirl Hotel (1998)
- To Venus And Back (1999)
- Strange Little Girls (2001)
- Scarlet's Walk (2002)
- The Beekeeper (2005)
- American Doll Posse (2007)
- Abnormally Attracted to Sin (2009)
- Midwinter Graces (2009)
- Night of Hunters (2011)
- Gold Dust (2012)
- Unrepentant Geraldines (2014)
- Native Invader (2017)
- Ocean to Ocean (2021)
- The Music of Tori and the Muses (2025)